# Dolly Van Doll
Carla Follis (Turín, 1938), conocida por su nombre artístico Dolly Van Doll, es una vedette, empresaria y artista trans italiana que ha desarrollado la mayoría de su carrera en España. Es especialmente conocida por sus actuaciones de music hall en los años sesenta y setenta y por su papel en la escena nocturna barcelonesa.

## Trayectoria
Dolly Van Doll nació en Turín, Italia, en 1938 y desde una temprana edad mostró su identidad como mujer trans. A los tres años afirmaba ya que deseaba ser bailarina, y a la edad de diez años ya manifestaba su deseo de ser una mujer.Su infancia también estuvo marcada por el desarrollo de la Segunda Guerra Mundial en Italia.
En los años sesenta Van Doll trabajó en Berlín (en el cabaret Chez Nous), Hamburgo (en el Bar-Celona), y París, donde en 1962 era ya primera figura del cabaret Le Carrousel.En 1964 se sometió a una cirugía de afirmación de género en Casablanca, de la mano del doctor Georges Burou, siendo una de las primeras mujeres trans italianas en someterse a esta operación.En esta época alcanzó una gran fama en la escena trans francesa.
Tras un desengaño amoroso Dolly se mudó a España en 1971, donde rápidamente comenzó a actuar en la sala Gambrinus de la Ciudad Condal y, ese mismo año, también en el reconocido Barcelona de Noche.En 1972 debutó con el espectáculo Noches de otoño, al que siguieron otros como Delirio de estrellas y Loco, loco cabaret. Dos años después, en 1974 actuó en el Teatro Victoria con un show llamado Travestí, y en el 76 ejerció como maestra de ceremonias en un espectáculo que dio inicio a la carrera del reconocido transformista argentino Ángel Pavlovsky.Van Doll también influyó en esta etapa en Angie Von Pritt.
Tras actuar en otros locales como Blue Moon o Red Sun se mudó con su entonces novio Fernando, con el que poco después contrajo matrimonio, a Valencia, donde abrió su propia sala, Belle Époque, inaugurada en la Navidad de 1976. En 1982 abrió un segundo Belle Époque en Barcelona, establecido en la calle Muntaner,y el año siguiente actuó en la gala de fin de año de TV3 junto a Mimí Pompon.
Interpretó un pequeño papel en la película de 1988 Entreacte, protagonizada por Rosario Flores. Ese mismo año clausuró su local en Valencia y, en 1995, clausuró también el de Barcelona.En 2007 publicó el libro autobiográfico De niño a mujer. Un canto a la libertad, al amor y la dignidad, que narraba la historia de su vida hasta ese entonces.

## Espectáculos y teatro (parcial)
- Noches de otoño (1972)
- Delirio de estrellas (1972)
- Loco, loco cabaret (1973)
- Travestí (1974)
- Belle Epoque (1989)

## Filmografía
- Per molts anys (1984)
- Arsenal (1985)
- Cinema 3 (1988)
- Entreacte (1989)